# Свјетско друмско првенство UCI 2018 — Вожња на хронометар за мушкарце
Вожња на хронометар за мушкарце на Свјетском друмском првенству 2018. одржана је 26. септембра, у Инзбруку, Аустрија. То је било 25 издање трке на хронометар за мушкарце у оквиру Свјетског друмског првенства, треће у Аустрији, а прво у Инзбруку.
Рута је била 20 km дужа него претходне године, укупне дужине 52,5 km, са успоном 5 km. Иако се возио успон, промјена бицикла није била дозвољена, док је на првенству 2017, Свјетска бициклистичка унија дозволила промјену бицикла пред успон, тако да су сви могли да возе друмски бицикл на успону, што је давало предност брдашима над класичним хронометрашима. Бранилац титуле био је Холанђанин Том Димулен.
Златну медаљу освојио је Аустралијанац Роан Денис, који је потпуно доминирао, био је најбржи на свим пролазним циљевима и побиједио је минут и 21 секунду испред прошлогодишњег шампиона Тома Димулена, док је бронзу освојио Белгијанац Виктор Кампенартс, 53 стотинке иза Димулена. То је била прва медаља за Дениса на Свјетском првенству у сениорској конкуренцији, док је као јуниор освојио сребрну медаљу 2012. године.
Побједа Роана Дениса била је прва за Аустралију још од 2005. године, када је Мајкл Роџерс остварио три узастопне побједе — 2003, 2004 и 2005. Виктор Кампенартс је освајањем бронзане медаље донио Белгији прву медаљу на Свјетском првенству у вожњи на хронометар, док је прије тога најбољи резултат Белгијанаца било шесто мјесто; Димулен је освајањем сребрне медаље донио Холандији четврту медаљу, од чега је он освојио три. На првенству је наступио и први професионални бициклиста из Британских Девичанских Острва, Дарел Кристофер.
Трку је завршило свих 56 возача који су стартовали, док њих пет није стартовало иако су се квалификовали.

## Рута
Рута је промијењена у односу на претходну годину, била је 20 km дужа, укупне дужине 52,5 km, што је била најдужа рута од Ричмонда 2015. Првих 30 km било је равно, након чега је слиједио успон дуг 5 km, са просјечним нагибом 7,1%, са максималним нагибом 14%. Након успона слиједио је спуст 15 km, док је последњих 7 km вожено по равном.

## Фаворити
Прије почетка највећи фаворити и практично једини конкуренти за златну медаљу били су актуелни шампион Том Димулен и Аустралијанац Роан Денис. Димулен и Денис нашли су се заједно на 26 различитих хронометара прије Свјетског првенства, од чега је Димулен завршио испред Дениса 14 пута; од тих 26 хронометара и Димулен и Денис су побиједили по шест. У 2018. години, прије првенства возили су заједно три хронометра, Денис је славио на два, док је Димулен тријумфовао на прологу на Ђиро д’Италији 2018. Димулен је тријумфовао на хронометру на Тур де Франсу 2018, док је Денис славио на оба хронометра на Вуелта а Еспањи 2018. На првенству 2017, Денис је био 10 секунди иза Димулена након чега је пао и завршио на осмом мјесту.
Прошлогодишњи освајачи медаља Примож Роглич и Крис Фрум нису учествовали, док су остали фаворити за медаљу били двоструки узастопни шампион Европе у вожњи на хронометар — Белгијанац Виктор Кампенартс, четвороструки свјетски шампион Тони Мартин, који је од освајања првенства 2016 побиједио на само два хронометра која је возио, оба пута на првенству Њемачке (2017 и 2018); свјетски шампион 2015, Васил Кирјенка, европски шампион 2016 Хонатан Кастровијехо, Пољак Михал Квјатковски, Португалац Нелсон Оливеира, као и Холанђанин Јос ван Емден.

## Квалификације

### Континентални шампиони
Водеће државе у UCI ранкингу на дан 15. август 2018, могу да на Свјетско друмско првенство у вожњи на хронометар поведу два возача, уз додатна мјеста за актуелног свјетског, олимпијског и континенталне шампионе.
| Првенство                 | Возач                   | Напомена        |
| ------------------------- | ----------------------- | --------------- |
| Актуелни свјетски шампион | Том Димулен (NED)       | Учествовали су  |
| Афрички шампион           | Мексеб Дебесај (ERI)    | Учествовали су  |
| Европски шампион          | Виктор Кампенартс (BEL) | Учествовали су  |
| Шампион Азије             | Ченг Кинг Лок (HKG)     | Није учествовао |
| Шампион Океаније          | Хамиш Бонд (NZL)        | Учествовао      |
| Шампион Пан-Америке       | Валтер Варгас (COL)     | Није учествовао |

### Државе учеснице
У вожњи на хронометар, учествовало је 61 бициклиста из 40 држава. Обојица бициклиста Пакистана и Еритреје нису стартовали, као ни бициклиста Албаније. Државе учеснице:
- Албанија (1) (није стартовао)
- Аргентина (1)
- Аустралија (1)
- Аустрија (2)
- Белгија (2)
- Белорусија (1)
- Британска Девичанска Острва (1)
- Данска (2)
- Еритреја (2) (нису стартовали)
- Естонија (1)
- Етиопија (1)
- Индонезија (1)
- Ирска (2)
- Италија (2)
- Канада (1)
- Казахстан (1)
- Колумбија (1)
- Литванија (2)
- Летонија (1)
- Луксембург (1)
- Нови Зеланд (2)
- Норвешка (1)
- Њемачка (2)
- Пакистан (2) (нису стартовали)
- Пољска (2)
- Португалија (2)
- Русија (2)
- Сирија (1)
- Сједињене Америчке Државе (2)
- Словачка (1)
- Словенија (1)
- Уједињено Краљевство (2)
- Украјина (1)
- Француска (2)
- Холандија (3)
- Хонгконг (1)
- Чешка (2)
- Швајцарска (2)
- Шведска (1)
- Шпанија (2)

### Листа квалификованих возача
Стартна листа:
| Стартни број | Возач                   | Држава                      | Вријеме старта |
| ------------ | ----------------------- | --------------------------- | -------------- |
| 61           | Вилко Келдерман         | Холандија                   | 14 ч 10 м 00 с |
| 60           | Алесандро де Марки      | Италија                     | 14 ч 11 м 30 с |
| 59           | Дарел Кристофер         | Британска Девичанска Острва | 14 ч 13 м 00 с |
| 58           | Нахеб Улах              | Пакистан                    | 14 ч 14 м 30 с |
| 57           | Ахмад Вајс              | Сирија                      | 14 ч 16 м 00 с |
| 56           | Делтон нур ариф Прајого | Индонезија                  | 14 ч 17 м 30 с |
| 55           | Тсгабу Грмај            | Етиопија                    | 14 ч 19 м 00 с |
| 54           | Еугерт Жупа             | Албанија                    | 14 ч 20 м 30 с |
| 53           | Хо Сан Чу               | Хонгконг                    | 14 ч 22 м 00 с |
| 52           | Арслан Анјум Мухамад    | Пакистан                    | 14 ч 23 м 30 с |
| 51           | Данијел Теклехајманот   | Еритреја                    | 14 ч 25 м 00 с |
| 50           | Игнатас Коноваловас     | Литванија                   | 14 ч 26 м 30 с |
| 49           | Јоан Паиј               | Француска                   | 14 ч 28 м 00 с |
| 48           | Јан Барта               | Чешка                       | 14 ч 29 м 30 с |
| 47           | Николас Роуч            | Ирска                       | 14 ч 31 м 00 с |
| 46           | Жорж Прејдлер           | Аустрија                    | 14 ч 32 м 30 с |
| 45           | Антон Воробјев          | Русија                      | 14 ч 34 м 00 с |
| 44           | Џои Роскоф              | Сједињене Америчке Државе   | 14 ч 35 м 30 с |
| 43           | Хемиш Бонд              | Нови Зеланд                 | 14 ч 37 м 00 с |
| 42           | Тео Гејган Харт         | Уједињено Краљевство        | 14 ч 38 м 30 с |
| 41           | Мартин Тофт Мадсен      | Данска                      | 14 ч 40 м 00 с |
| 40           | Силван Дилијер          | Швајцарска                  | 14 ч 41 м 30 с |
| 39           | Домингос Гонсалвеш      | Португалија                 | 14 ч 43 м 00 с |
| 38           | Максимилијан Шахман     | Њемачка                     | 14 ч 44 м 30 с |
| 37           | Маћеј Боднар            | Пољска                      | 14 ч 46 м 00 с |
| 36           | Лауренс де Плус         | Белгија                     | 14 ч 47 м 30 с |
| 35           | Марк Солер              | Шпанија                     | 14 ч 49 м 00 с |
| 34           | Јос ван Емден           | Холандија                   | 14 ч 50 м 30 с |
| 33           | Едуардо Сепулведа       | Аргентина                   | 14 ч 52 м 00 с |
| 32           | Иго Ул                  | Канада                      | 14 ч 53 м 30 с |
| 31           | Кристофер Скрејпинг     | Норвешка                    | 14 ч 55 м 00 с |
| 30           | Фабио Фелине            | Италија                     | 14 ч 55 м 00 с |
| 29           | Мексеб Дебесај          | Еритреја                    | 14 ч 56 м 30 с |
| 28           | Тобијас Лудвингсон      | Шведска                     | 14 ч 58 м 00 с |
| 27           | Томс Скујинш            | Летонија                    | 15 ч 01 м 00 с |
| 26           | Гедоминас Багдонас      | Литванија                   | 15 ч 02 м 30 с |
| 25           | Бенжамин Томас          | Француска                   | 15 ч 04 м 00 с |
| 24           | Јозеф Черни             | Чешка                       | 15 ч 05 м 30 с |
| 23           | Марек Канески           | Словачка                    | 15 ч 07 м 00 с |
| 22           | Танел Кангерт           | Естонија                    | 15 ч 08 м 30 с |
| 21           | Андриј Гривко           | Украјина                    | 15 ч 10 м 00 с |
| 20           | Родриго Контрерас       | Колумбија                   | 15 ч 11 м 30 с |
| 19           | Рајан Мулен             | Ирска                       | 15 ч 13 м 00 с |
| 18           | Матијас Брендл          | Аустрија                    | 15 ч 14 м 30 с |
| 17           | Павел Сиваков           | Русија                      | 15 ч 16 м 00 с |
| 16           | Јан Тратник             | Словенија                   | 15 ч 17 м 30 с |
| 15           | Алексеј Луценко         | Казахстан                   | 15 ч 19 м 00 с |
| 14           | Тиџеј ван Гардерен      | Сједињене Америчке Државе   | 15 ч 20 м 30 с |
| 13           | Патрик Бевин            | Нови Зеланд                 | 15 ч 22 м 00 с |
| 12           | Боб Јунгелс             | Луксембург                  | 15 ч 23 м 30 с |
| 11           | Алекс Даусет            | Уједињено Краљевство        | 15 ч 25 м 00 с |
| 10           | Серен Крег Андерсен     | Данска                      | 15 ч 26 м 30 с |
| 9            | Стефан Кинг             | Швајцарска                  | 15 ч 28 м 00 с |
| 8            | Нелсон Оливеира         | Португалија                 | 15 ч 29 м 30 с |
| 7            | Тони Мартин             | Њемачка                     | 15 ч 31 м 00 с |
| 6            | Михал Квјатковски       | Пољска                      | 15 ч 32 м 30 с |
| 5            | Виктор Кампенартс       | Белгија                     | 15 ч 34 м 00 с |
| 4            | Васил Кирјенка          | Белорусија                  | 15 ч 35 м 30 с |
| 3            | Хонатан Кастровијехо    | Шпанија                     | 15 ч 37 м 00 с |
| 2            | Роан Денис              | Аустралија                  | 15 ч 38 м 30 с |
| 1            | Том Димулен             | Холандија                   | 15 ч 40 м 00 с |

## Преглед трке
Иако су се квалификовала 62 возача, њих пет није стартовало. Вилко Келдерман је стартовао први и на првом пролазном циљу поставио је вријеме 19:20.60, док је на циљ стигао у времену 1:07:23, што је на крају било добро тек за 16 мјесто. Дарел Кристофер, први међународни професионални возач из Британских Девичанских Острва стартовао је трећи, завршио је на последњем мјесту, 28 минута иза Дениса. Келдерманово вријеме за 13 секунди поправио је Јан Барта, који је на циљ стигао у времену 1:07:10. Бартино вријеме на првом пролазном циљу поправио за Американац Џои Роскоф за 11 секунди, али је након успона пред други пролазни циљ изгубио 20 секунди; Роскоф је завршио 12 секунди иза Барте. Мартин Тофт Мадсен је већ на првом пролазном циљу био 30 секунди бржи од Барте, док је након другом прелазног циља био 42 секунде испред. Мадсен је поставио најбоље вријеме, 1:06:25. Његово вријеме поправио је 40-ак минута касније Патрик Бевин, који је завршио у времену 1:05:37. Тиџеј ван Гардерен је на првом пролазном циљу поставио најбоље вријеме, али је у наставку посустао и завршио је тек на 27 мјесту.
Последњих 10 на стартној рампи били су и највећи фаворити; Серен Крег Андерсен је поправио Ван Гардереново вријеме за двије секунде, али је и он у наставку успорио и завршио је на 18 мјесту. Стефан Кинг поправио је вријеме Андерсена за 11 секунди, али ни он није успио да поправи вријеме Патрика Бевина и на крају је завршио на 12 мјесту. Након Кинга на првом пролазном циљу прошао је Оливеира, био је спорији осам секунди, али је на успону надокнадио вријеме и преузео је лидерску позицију са временом 1:05:16. Четвороструки свјетски шампион у вожњи на хронометар Тони Мартин, поставио је најбоље вријеме на првом пролазном циљу, али је након успона заостајао 14 секунди иза Оливеире и завршио је трку 11 секунди иза. Михал Квјатковски је поправио вријеме на другом пролазном циљу и завршио је девет секунди испред Оливеире у времену 1:05:07, надајући се медаљи. Вријеме Тонија Мартина на првом пролазном циљу поправио је Белгијанац Виктор Кампенартс, док је на другом пролазном циљу био 30 секунди испред Квјатковског; вријеме Квјатковског поправио је за 40 секунди, поставивши ново најбоље вријеме 1:04:24.
Следећи на првом пролазном циљу био је Васил Кирјенка, који је заостајао 14 секунди иза Кампенартса; Хонатан Кастровијехо је на првом пролазном циљу заостајао 17 секунди. Роан Денис стартовао је претпоследњи и поставио је ново најбоље вријеме, 16 секунди испред Кампенартса. Последњи на стази био је Том Димулен, који је на првом пролазном циљу заостајао девет секунди. Прије другог пролазног циља Денис је достигао Кастровијеха и поставио ново најбоље вријеме; Димулен је након другог пролазног циља заостајао минут. Након другог пролазног циља остало је 17 km до циља, а Денис је достигао и Кирјенку, који је стартовао три минута испред њега. Денис је на циљ стигао у времену 1:03:02, минут и 21 секунду испред Кампенартса. Следећи на циљ стигао је Васил Кирјенка, који је завршио преко три минута иза Дениса; Кастровијехо је завршио испред Кирјенке, два минута и 17 секунди иза Дениса. Последњи кроз циљ прошао је Димулен, који није успио да надокнади заостатак за Денисом, већ је водио борбу за друго мјесто, које је узео у времену 1:04:23.66, 53 стотинке испред Кампенартса.
Денис је након првенства изјавио да је мајицу дугиних боја покушавао да освоји још од јуниорских дана и да му се сада сан остварио: "Ово је остварење сна, ово јурим откако сам био јуниор. Никада га нисам освојио ни у једној старосној групи, тако да освојити први пут као сениор је нешто заиста посебно". Димулен је био незадовољан изјавивши да је био и физички и ментално празан: "Физички, ја сам сломљен човјек сада. Нисам имао добар осјећај послије, нисам био довољно добар, то је прилично прича дана. Покушао сам да лимитирам губитак на равнијем дијелу и надао сам се да ћу можда наћи ноге поново на успону, али све је ишло низбрдо још од првог пролазног циља до краја. Једноставно нисам имао добар осјећај. Физички и ментално сам се мучио сат времена. Добро је да не знам времена на пролазним циљевима, не бих био други у супротном. Борио сам се до циља. Тако је како је, некада побиједиш, некада изгубиш." Виктор Кампенартс је изјавио да је изненађен освајањем бронзе и да је то за њега као побједа, јер зна да су Денис и Димулен на оваквом терену најбољи: "Нисам очекивао ово уопште. Невјероватно сам срећан. За мене, ово је помало као да сам побиједио, јер је ово највише за шта сам могао да се борим. Знам да су Том Димулен и Роан Денис, посебно на оваквом терену, изванредни." Четвороструки свјетски шампион Тони Мартин изјавио је да је очекивао више, али да није разочаран, "може да живи са седмим мјестом": "Прије свега срећан сам што сам могао да будем овдје. Потпуно сам се опоравио, без икаквог бола. Надао сам се да ће ми пауза коју сам морао да узмем можда дати мало свјежине овдје, али не знам. Осјећао сам да сам у доброј форми, не у изванредној, али доброј. Осјећао сам се добро на равном дијелу и на узбрдици која ми одговара, али на успону више сам патио него што сам стварно возио. То можда може да објасни велике разлике на врху. На крају, седмо мјесто је мјесто са којим могу да живим. Нисам разочаран, али сам се надао нечему вишем."

## Резултати
Резултати:.
| Позиција | Возач                 | Вријеме       |
| -------- | --------------------- | ------------- |
| 1        | Роан Денис            | 1h 03' 02.57" |
| 2        | Том Димулен           | + 1' 21.09"   |
| 3        | Виктор Кампенартс     | + 1' 21.62"   |
| 4        | Михал Квјатковски     | + 2' 04.58"   |
| 5        | Нелсон Оливеира       | + 2' 14.34"   |
| 6        | Хонатан Кастровијехо  | + 2' 17.53"   |
| 7        | Тони Мартин           | + 2' 25.23"   |
| 8        | Патрик Бевин          | + 2' 34.78"   |
| 9        | Васил Кирјенка        | + 3' 07.54"   |
| 10       | Мартин Тофт Мадсен    | + 3' 23.39"   |
| 11       | Максимилијан Шахман   | + 3' 39.95"   |
| 12       | Стефан Кинг           | + 3' 44.23"   |
| 13       | Алексеј Луценко       | + 4' 07.98"   |
| 14       | Јан Барта             | + 4' 08.15"   |
| 15       | Џои Роскоф            | + 4' 20.09"   |
| 16       | Вилко Келдерман       | + 4' 21.09"   |
| 17       | Маћеј Боднар          | + 4' 22.47"   |
| 18       | Серен Краг Андерсен   | + 4' 28.86"   |
| 19       | Јос ван Емден         | + 4' 33.61"   |
| 20       | Бенжамин Томас        | + 4' 44.96"   |
| 21       | Танел Кангерт         | + 4' 45.14"   |
| 22       | Марк Солер            | + 4' 47.78"   |
| 23       | Боб Јунгелс           | + 4' 47.94"   |
| 24       | Јозеф Черни           | + 4' 49.29"   |
| 25       | Хемиш Бонд            | + 4' 50.45"   |
| 26       | Матијас Брендл        | + 4' 51.20"   |
| 27       | Тиџеј ван Гардерен    | + 4' 53.58"   |
| 28       | Алесандро де Марки    | + 5' 05.54"   |
| 29       | Алекс Даусет          | + 5' 24.70"   |
| 30       | Фабио Фелине          | + 5' 25.71"   |
| 31       | Јан Тратник           | + 5' 38.14"   |
| 32       | Иго Ул                | + 5' 39.52"   |
| 33       | Павел Сиваков         | + 5' 49.99"   |
| 34       | Јоан Паиј             | + 5' 57.58"   |
| 35       | Тео Гејган Харт       | + 6' 03.37"   |
| 36       | Жорж Прајдлер         | + 6' 12.60"   |
| 37       | Родриго Контрерас     | + 6' 20.28"   |
| 38       | Андриј Гривко         | + 6' 22.11"   |
| 39       | Тсгабу Грмај          | + 6' 23.36"   |
| 40       | Кристофер Скјерпинг   | + 6' 24.48"   |
| 41       | Донингос Гонсалвеш    | + 6' 29.11"   |
| 42       | Антон Воробјев        | + 6' 34.19"   |
| 43       | Игнатас Коноваловас   | + 6' 47.52"   |
| 44       | Томс Скујинш          | + 6' 47.80"   |
| 45       | Едуардо Сепулведа     | + 6' 49.23"   |
| 46       | Николас Роуч          | + 7' 03.69"   |
| 47       | Силван Дилијер        | + 7' 03.85"   |
| 48       | Тобијас Лудвигсон     | + 7' 05.22"   |
| 49       | Рајан Мулен           | + 7' 17.92"   |
| 50       | Лауренс де Плус       | + 8' 14.20"   |
| 51       | Гедиминас Багдонас    | + 8' 16.52"   |
| 52       | Марек Чанецки         | + 10' 50. 19" |
| 53       | Ахмад Вајс            | + 15' 30.45"  |
| 54       | Делтон Прајого        | + 17' 33.55"  |
| 55       | Чу Хо Сан             | + 18' 05.50"  |
| 56       | Дарел Кристофер       | + 28' 41.30"  |
|          | Мексеб Дебесај        | DNS           |
|          | Данијел Теклехајманот | DNS           |
|          | Арслан Анјум Мухамад  | DNS           |
|          | Еугерт Жупа           | DNS           |
|          | Нахеб Ултах           | DNS           |